# Sintonització neuronal

Feu clic sobre aquesta imatge per veure la simulació de la resposta sintonitzada d'una neurona en presència d'un estímul òptim específic.

La sintonització neuronal és una propietat de les cèl·lules cerebrals amb la qual reaccionen selectivament en presència d'un estímul ja sigui sensorial, associatiu, motriu o informació cognitiva. Les neurones responen òptimament sintonitzant-se entre elles seguint patrons específics adquirits a través de l'experiència. La sintonització neuronal pot ser forta i aguditzada, com s'ha observant en el còrtex visual primari (àrea V1), o feble i ampla, com s'ha observat en els conjunts neuronals. Una neurona pot estar simultàniament sintonitzada a diverses modalitats, en resposta a un estímul que sigui a la vegada visual, auditiu i olfactiu. Les neurones que estan sintonitzades a diferents senyals sovint integren informació procedent de diferents orígens. En les xarxes neurals, aquesta integració és la principal forma d'operar. Els millors exemples de sintonització neuronal es poden observar en els sistemes de memòria visual, auditiva, olfactiva i somatosensorial.

## Sintonització neuronal visual
Els models de sintonització neuronal suggereixen que les neurones responen en diferent grau segons la similitud entre els estímuls òptims per a cada neurona i l'estímul que s'està presentant en un moment donat. La primera prova important de l'existència de la sintonització neuronal la van obtenir Hubel i Wiesel el 1959 durant les seves investigacions sobre el funcionament del sistema visual. Van descobrir que uns petits punts de llum amb una determinada orientació era l'estímul més efectiu per estimular les cèl·lules simples del còrtex estriat. Altres neurones, a les quals van anomenar, per diferenciar-les de les anteriors, cèl·lules complexes, responien millor a línies amb una determinada orientació movent-se en una direcció específica; cosa que també va fer pensar en la importància de la freqüència espacial en l'estudi de la percepció. En conclusió, van trobar que les neurones de l'àrea V1 estaven selectivament sintonitzades per reconèixer i captar informació relativa a determinades orientacions, mides, posicions i formes. Hubel i Wiesel van ser guardonats amb el Nobel en Fisiologia i Medicina l'any 1981 per aquests descobriments sobre el processament de la informació visual.

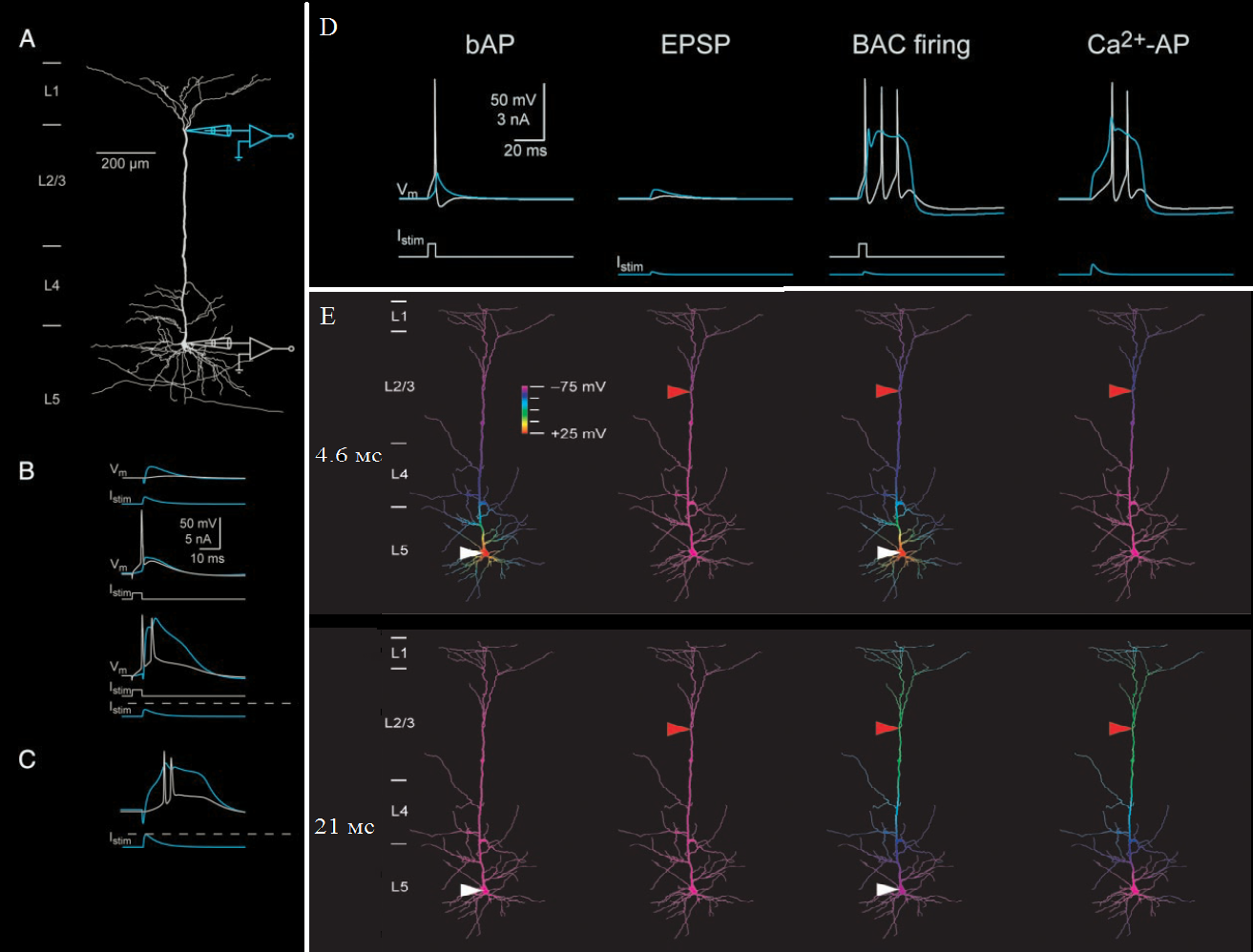
transmissió d'informació entre neurones que responen a un patró de sintonització complex.

Mentre que aquestes cèl·lules simples de l'àrea V1 responen a franges de llum amb una determinada orientació, l'estímul visual òptim augmenta en complexitat així com es desplaça l'estudi cap a la zona anterior del cervell. Les neurones de l'àrea V4 estan selectivament sintonitzades cap a diferents longituds d'ona, matisos o saturacions de color. L'àrea medial temporal o àrea V5 està específicament sintonitzada per captar la velocitat i la direcció d'estímuls en moviment. Al cim de la ruta ventral anomenat còrtex inferior temporal, les neurones se sintonitzen en presència d'estímuls complexos, com la percepció de cares humanes. La sintonització específica de les neurones intermèdies de la ruta ventral no està tan clara, perquè el tipus i varietats de formes que es podrien fer servir per demostrar-ho és gairebé infinit.
A la part anterior de la ruta ventral, diverses regions semblen estar sintonitzades selectivament per identificar parts del cos (àrea estriada del còrtex), rostres (àrea fusiforme), cossos en moviment (solc posterior temporal superior) o escenes (àrea del parahipocamp). La sintonització d'aquestes àrees és una fina discriminació entre patrons complexes de cada categoria rellevant en relació al reconeixement d'objectes. Alguns descobriments recents fan pensar que aquesta fina discriminació és una funció adquirida amb l'experiència de cada nivell individual de categorització en relació als estímuls. Gauthier i els seus col·laboradors van fer una investigació específica el 2001 per mostrar com l'àrea fusiforme especialitzada en cares (FFA) s'activava amb relació a l'observació de cares d'ocells quan l'estudi es va fer amb persones expertes en ornitologia, el mateix passava amb cotxes i experts en cotxes, cosa que es va comparar amb estímuls oposats. El mateix equip d'investigadors el 2002 van fer servir un altre tipus d'objectes, que van anomenar greebles ; van entrenar un grup de persones per reconèixer-los a diferents nivells. Després de l'entrenament, l'àrea FFA estava tan sintonitzada per distingir entre aquests tipus d'objectes com per distingir cares. Tim Curran i col·laboradors van fer el 2002 un experiment similar entrenant persones en el reconeixements d'un tipus d'objectes menys estructurats que van anomenar "blobs" i van demostrar que l'àrea FFA s'activa selectivament amb relació a ells. En definitiva, les neurones poder ser sintonitzades selectivament per discriminar determinats grups d'estímuls que poden ser experimentats regularment.

## En sistemes diferents a la visió
Les neurones d'altres sistemes diferents del visual també poden sintonitzar-se amb relació a determinats estímuls. En el sistema auditiu, diferents neurones poden respondre selectivament amb relació a la freqüència (el to), l'amplitud (el volum) i a la complexitat (singularitat) dels sons. En el sistema olfactiu, les neurones es poden sintonitzar cap a determinats tipus d'olors. En el sistema gustatiu, diferents neurones poden respondre selectivament als diversos components dels aliments: el dolç, l'amarg, el gust salat i l'àcid. En el sistema somatosensorial, les neurones es poden sintonitzar selectivament a diferents tipus de pressió, temperatura, posició corporal i al dolor. Aquesta sintonització del sistema somatosensorial també proveu informació (feedback) cap al sistema motor, de manera que pot fer que més neurones se sintonitzin selectivament en resposta a estímuls específics.

## En la memorització
La codificació de la informació que és emmagatzemada en la memòria requereix que sigui sintonitzada, tant en la memòria a curt termini com en la memòria a llarg termini, una sintonització que les neurones fan de forma complexa i que és necessària perquè la informació pugui ser recuperada quan la necessitem.